# Maria Ferschl
Maria Ferschl (Pseudonyme: Maria Schmit, Maria Salamon; * 18. März 1895 in Melk, Niederösterreich; † 10. April 1982 in Saulgau, Baden-Württemberg) war eine österreichische Lehrerin, Schriftstellerin und Kirchenlieddichterin.

## Leben und Wirken
Ferschl, die Tochter eines k. u. k. Postoberoffizials, besuchte nach der Hauptschule die Lehrerbildungsanstalt in Wien und war anschließend die jüngste Hauptschullehrerin in der österreichischen Hauptstadt. Bis 1944 unterrichtete sie u. a. die Fächer Deutsch, Geschichte und Singen.
In den 1930er Jahren engagierte sich Maria Ferschl in der Liturgischen Bewegung in Klosterneuburg. Hier wurde sie Mitarbeiterin des Pastoraltheologen Pius Johann Parsch. Neben ihrem Lehrerinberuf war sie maßgeblich an der Liturgiereform innerhalb der katholischen Kirche beteiligt.
Von 1945 bis 1962 lebte die unverheiratete Maria Ferschl zusammen mit ihrer Schwester Margarete, die Pfarrhaushälterin war, im Pfarrhaus in Riedhausen. 1962 zogen die beiden nach Saulgau in Oberschwaben, wo Maria Ferschl 1982 verstarb.
Zeit ihres Lebens entfaltete Maria Ferschl eine reiche schriftstellerische Tätigkeit, zum Teil unter Pseudonym. Zu ihrem Werk gehören Romane und auch Spieltexte. Auch ist sie Autorin einer Kinder- und Hausbibel.
Schließlich stammen Psalmübertragungen sowie mehrere Liedertexte von ihr, darunter das Adventslied Wir sagen euch an den lieben Advent (Evangelisches Gesangbuch (EG) Nr. 17, Gotteslob (GL) Nr. 115) und das Sternsingerlied Wir kommen daher aus dem Morgenland, beide vertont von Heinrich Rohr.
Der Melker Gemeinderat hat in Dankbarkeit am 14. September 2004 eine kleine Straße in der KG Melk nach der bekannten Dichterin „Maria-Ferschl-Weg“ benannt. Auch eine Straße im interkommunalen Gewerbegebiet Königsegg der Gemeinden Ostrach, Königseggwald und Riedhausen trägt seit Ende 2017 ihren Namen.

## Werke (Auswahl)
- Kinder- und Hausbibel. Freiburg 1931.
- (Pseudonym: Maria Salomon) Weihespiele. Klosterneuburg 1931/1933.
- (Pseudonym: Maria Schmit) Sina, die Magd (Roman). Stuttgart 1951.
- (Pseudonym: Maria Schmit) Der Tattermann (Roman). Graz 1959.
- Wir sagen euch an den lieben Advent. Ill. von Anne Mussenbrock. Coppenrath, Münster 1996, ISBN 3-8157-1393-5.